# Nowe Łąkie

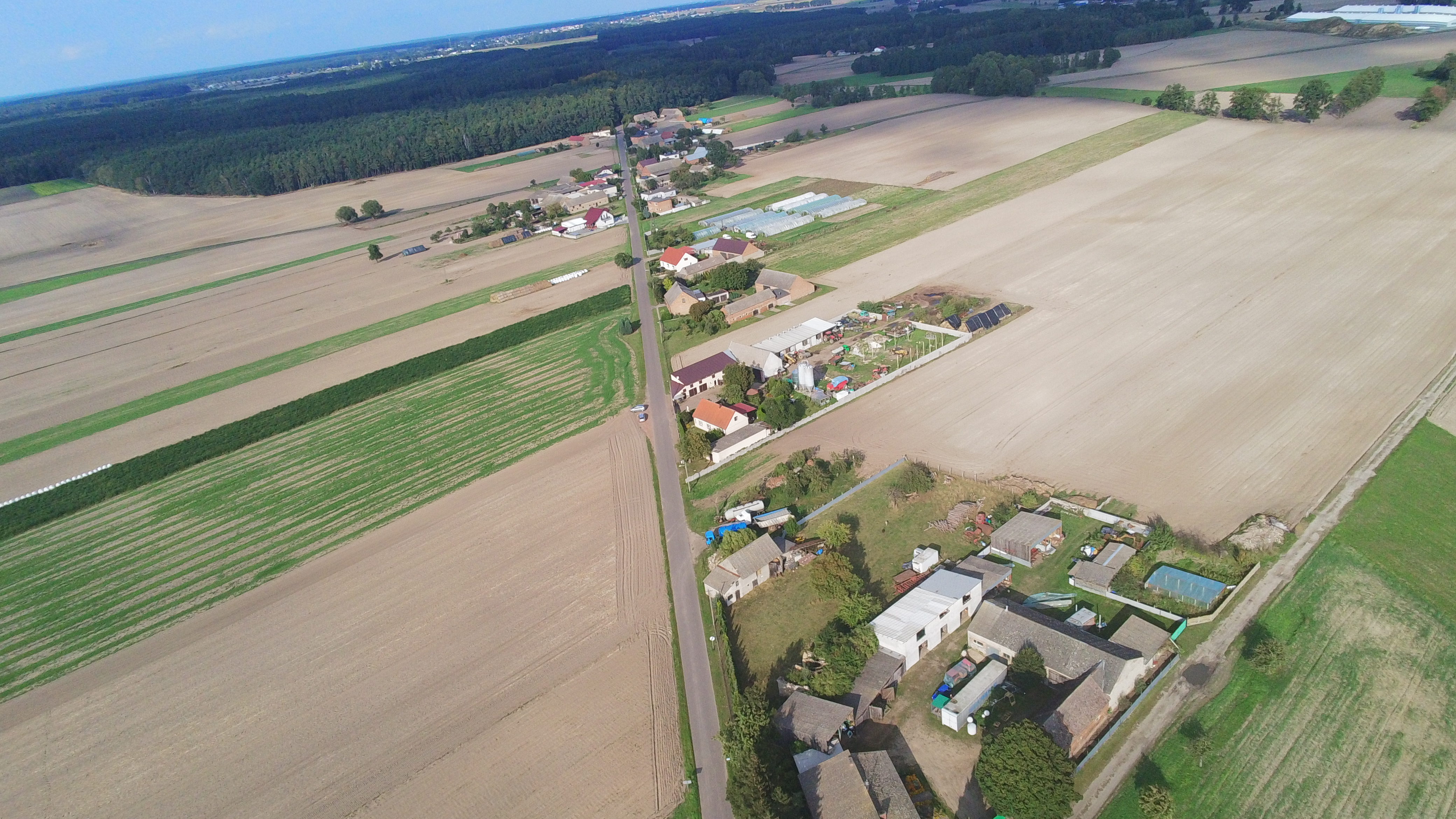
Nowe Łąkie z lotu ptaka

Nowe Łąkie – wieś w Polsce położona w województwie wielkopolskim, w powiecie grodziskim, w gminie Rakoniewice.
Do 31 grudnia 2024 miejscowość była częścią wsi Łąkie.
Pod koniec XIX wieku Nowe Łąkie, wraz z Łąkiem Starym należało do powiatu babimojskiego. Obie miejscowości liczyły łącznie 52 dymy i 561 mieszkańców (katolicy i 4 protestantów).
W latach 1975–1998 miejscowość administracyjnie należała do województwa poznańskiego.